# Mark Traa Daniels
Mark "Traa" Daniels (pronuncia-se "Tray"), baixista do P.O.D., está na banda desde que esta começou, em 1992, e participou de todos os álbuns. Ao contrário dos outros membros do P.O.D., Traa pertencia a uma outra banda – a banda do tio de Wuv. Porém, depois que começou a tocar no P.O.D., saiu dela.
Traa é casado e tem dois filhos, escuta principalmente reggae, e, como baixista, tem raízes no jazz. Traa usa baixos Warwick (modelos Dolphin e Thumb) de 5 cordas ao vivo e amplificador Avalon 747SP. 